# Roca d'Espà
La Roca d'Espà és una muntanya de 1.411 metres que es troba al municipi de la Vall de Boí, a la comarca de l'Alta Ribagorça.